# 스릅스카 공화국의 행정 구역

스릅스카 공화국의 지방 자치체 (하늘색)

스릅스카 공화국의 행정 구역은 보스니아 헤르체고비나를 구성하는 국가 및 지역인 스릅스카 공화국의 행정 구역을 가리킨다. 1994년 스릅스카 공화국은 《영토 구분 및 지방 자치 정부에 관한 법률》에 의해 80개 지방 자치체를 신설했지만 1996년 데이턴 협정 체결 이후에 맞춰 행정 구역을 새로 개편했고 현재는 63개 지방 자치체로 나뉜다.

## 지방 자치체 목록
스릅스카 공화국에는 1급 행정 구역인 7개 지방이 있지만 행정 기능은 없으며 이들 지방은 63개 지방 자치체로 나뉜다.
A - 바냐루카 지방
1. 바냐루카 (Banja Luka)
2. 보산스카코스타이니차 (Bosanska Kostajnica)
3. 첼리나츠 (Čelinac)
4. 그라디슈카 (Gradiška)
5. 이스토치니드르바르 (Istočni Drvar)
6. 예제로 (Jezero)
7. 크네제보 (Kneževo)
8. 코토르바로시 (Kotor Varoš)
9. 코자르스카두비차 (Kozarska Dubica)
10. 크루파나우니 (Krupa na Uni)
11. 쿠프레스 (Kupres)
12. 라크타시 (Laktaši)
13. 므르코니치그라드 (Mrkonjić Grad)
14. 노비그라드 (Novi Grad)
15. 오슈트라루카 (Oštra Luka)
16. 페트로바츠 (Petrovac)
17. 프리예도르 (Prijedor)
18. 프르나보르 (Prnjavor)
19. 리브니크 (Ribnik)
20. 스르바츠 (Srbac)
21. 시포보 (Šipovo)
22. 테슬리치 (Teslić)

B - 도보이 지방
1. 브로드 (Brod)
2. 데르벤타 (Derventa)
3. 도보이 (Doboj)
4. 도니자바르 (Donji Žabar)
5. 모드리차 (Modriča)
6. 펠라기체보 (Pelagićevo)
7. 페트로보 (Petrovo)
8. 샤마츠 (Šamac)
9. 부코사블레 (Vukosavlje)

C - 비옐리나 지방
1. 비옐리나 (Bijeljina)
2. 로파레 (Lopare)
3. 우글레비크 (Ugljevik)

D - 블라세니차 지방
1. 브라투나츠 (Bratunac)
2. 밀리치 (Milići)
3. 오스마치 (Osmaci)
4. 스레브레니차 (Srebrenica)
5. 셰코비치 (Šekovići)
6. 블라세니차 (Vlasenica)
7. 즈보르니크 (Zvornik)

E - 사라예보로마니야 지방
1. 한피예사크 (Han Pijesak)
2. 이스토치나일리자 (Istočna Ilidža)
3. 이스토치니스타리그라드 (Istočni Stari Grad)
4. 이스토치노노보사라예보 (Istočno Novo Sarajevo)
5. 팔레 (Pale)
6. 로가티차 (Rogatica)
7. 소콜라츠 (Sokolac)
8. 트르노보 (Trnovo)

F - 포차 지방
1. 차이니체 (Čajniče)
2. 포차 (Foča)
3. 칼리노비크 (Kalinovik)
4. 노보고라주데 (Novo Goražde)
5. 루도 (Rudo)
6. 비셰그라드 (Višegrad)

G - 트레비네 지방
1. 베르코비치 (Berkovići)
2. 빌레차 (Bileća)
3. 가츠코 (Gacko)
4. 이스토치니모스타르 (Istočni Mostar)
5. 류비네 (Ljubinje)
6. 네베시네 (Nevesinje)
7. 트레비네 (Trebinje)

## 같이 보기
- 보스니아 헤르체고비나의 행정 구역
- 보스니아 헤르체고비나 연방의 주